# Leptostylus incertus
Leptostylus incertus là một loài bọ cánh cứng trong họ Cerambycidae.